# 西柳沟墓群
西柳沟墓群，位于中国甘肃省临泽县，为一个省级文物保护单位，类型为古墓葬。
西柳沟墓群的历史年代为汉代。